# 1980 en Algérie
Chronologie de l’Algérie
- 1976
- 1977
- 1978
- 1979
- 1980
- 1981
- 1982
- 1983
- 1984

Cet article présente les faits marquants de l'année 1980 en Algérie ou relatifs à l'Algérie; datation selon le calendrier grégorien.

## Événements
- 11 mars-20 avril : début du Printemps berbère en Algérie, au cours duquel les berbères revendiquent l’officialisation de la langue tamazight. Grèves et émeutes en Kabylie et à Alger. Grève générale en Kabylie à partir du 16 avril, réprimée à partir du 20 avril (opération Mizrana)[1].
- 1er - 4 juillet : le sommet de l’OUA à Freetown oppose les partisans du Maroc et ceux du Front Polisario soutenu par l’Algérie dans le conflit du Sahara occidental[2]. L’admission de la RASD est suspendue[3].
- 10 octobre : séisme d'El Asnam. Un tremblement de terre de magnitude 7,2 provoque 3 000 victimes à El Asnam (ex-Orléansville) en Algérie[4].
- 17 septembre : Saddam Hussein dénonce unilatéralement l’accord d’Alger conclu avec le chah quatre ans plus tôt sur le partage des eaux du Chatt-el-Arab[5].

## Sports
- Algérie aux Jeux olympiques d'été de 1980

### Basket-ball
- Coupe d'Algérie de basket-ball 1979-1980
- Coupe d'Algérie de basket-ball 1980-1981

### Football
- Équipe d'Algérie de football en 1980
- Championnat d'Algérie de football 1979-1980
- Championnat d'Algérie de football 1980-1981
- Championnat d'Algérie de football de deuxième division 1979-1980
- Championnat d'Algérie de football de deuxième division 1980-1981
- Coupe d'Algérie de football 1979-1980
- Coupe d'Algérie de football 1980-1981
- Saison 1979-1980 de l'USM Alger

## Culture

### Cinéma
- Ali au pays des mirages, film algérien réalisé par Ahmed Rachedi et sorti en 1980.
- Boualem Zid El Goudam (en arabe : بوعلام ، زيد الڨدام), film algérien de Moussa Haddad, sorti en 1980, adapté de la pièce éponyme de Slimane Benaïssa[6].

## Naissances en 1980
- Naissance en Algérie en 1980

## Décès en 1980
- Décès en Algérie en 1980